# 俺の彼女に何かようかい
『俺の彼女に何かようかい』（おれのかのじょになにかようかい）は、高津カリノによる日本の少年漫画。人間と妖怪が共存する学校を舞台に、暑苦しい少年と雪の妖怪の少女の2人の恋愛を描いた4コマ漫画である。2011年から2020年まで『月刊少年ガンガン』（スクウェア・エニックス）で掲載された。単行本は全7巻。
また、本作のスピンオフとして、『氷点下の彼女に何かようかい』（ひょうてんかのかのじょになにかようかい）という漫画が存在する。こちらは、本作の主人公の母と本作のヒロインの母の2人の過去を描いた作品であり、『ガンガンONLINE』（スクウェア・エニックス）において、2016年から2017年まで連載された。全12話。本記事では、このスピンオフについても述べる。

## あらすじ

### 本編
本作の主人公・福住篤志は、ある日、クラスメイトの妖怪・白石無垢に告白する。無垢は温かい感情を向けられると溶けてしまうため、篤志の告白を断るが、代わりに「友達になる」ことを提案し、2人は友達になる。その後、無垢は、篤志の友達・美園愁也、隣のクラスの菊水真魚、転校生の雲雀ヶ丘しのぎ、しのぎの付き人・薄野ジュノンとも親しくなり、6人で行動するようになる。
一方で、無垢は北日本最強の妖怪・白石氷華を母に持つ関係で、しばしば襲撃を受けていた。ある日、無垢たち6人は、退魔師の南郷要の襲撃を受けて重傷を負う。無垢は友達をこれ以上危険に巻き込みたくないと考えるが、篤志はそれでも無垢と一緒にいるという意思を伝える。無垢は篤志の言動に心を動かされ、以後、篤志に対して積極的な行動をとるようになる。

### スピンオフ

#### 氷点下の彼女に何かようかい
篤志の母・花火は妖怪が苦手だった。また、無垢の母・氷華は友達がいなかった。高校時代、花火の幼馴染・晃と氷華の婚約者・凍治は、花火と氷華が抱える問題を改善するため2人を引き合わせる。花火と氷華は初対面から喧嘩をしてしまうが、次第に喧嘩友達のような間柄になる。
ある日、花火は氷華の妹・氷景と知り合う。氷景は西琉斗という人間と交際しており、自分も人間になりたいと願っていた。花火は氷華から許可を得ようとするが、喧嘩別れに終わる。これを受けて、氷景は姉の許可を得ないまま人間になることを決意する。人間化には花火の血が要るため、花火は血を提供する。そして氷景は人間となって姉のもとを去り、これが決定打となって花火と氷華は決裂する。

#### 俺の初恋に何かようかい
福住らの担任である中島にとって、幽霊である生徒・宮ノ沢は悩みの種であった。彼女は中島にとってもかつての同級生であり、当時幽霊であることを知らなかった中島は彼女に告白をし、盛大にフラれたのだった。一方宮ノ沢は、いつまでも自分を吹っ切らない中島を思い、面白半分も手伝って、同級生たちの母親と合コン的に親子面談を取り付けた。
当然、箸にも棒にもかからないこの面談は失敗に終わり、相変わらずの不毛なやり取りを楽しむ二人であった。そんなやり取りを見ていたジュノンは、取り憑かれやすい体質であるしのぎと宮ノ沢の交流の壁を以前より感じており、本騒動が落ち着くまでの間ジュノンが作った土人形に憑りつき、一時的な蘇生をすることを提案される。
戸惑った宮ノ沢だったが、彼らの負担を少しでも減らすためにと了承・蘇生をしたものの、実体を得た宮ノ沢は、実体があるからこその不便さを感じつつあった。だが計らずともこの蘇生騒動が、中島との関係に一つの答えをもたらすのだった。

## 登場人物
登場人物の名字は札幌市交通局の地下鉄駅名から取られている。同様の命名法を取っているやぶうち優『ひとひらの恋が降る』と重複する名前が多い。
福住 篤志（ふくずみ あつし）
本作の主人公。種族は人間。
元気で前向きな男子高校生。頭は悪いが器が大きく、人間にも妖怪にも分け隔てなく接する暖かい心の持ち主（暑苦しいと言われることも多々ある）。快活な性格から幼い頃から生傷が絶えなかったが、身体は非常に丈夫であり大怪我を負っても回復が早い（本人曰く、毎日4444段の階段を上って神社にお参りに行っているとのこと）。有事の際はしのぎから譲り受けた刀を武器として戦う。南郷と初遭遇した際、「一番厄介な奴から倒せ」と命令された七と十八に真っ先に攻撃された。一方で考えることは苦手であり、話が難しくなると頭から煙を出してフリーズする癖がある。宮ノ沢が幽霊であることは、言われるまで気付かなかった。獣化薬を飲んだ際には、茶色の犬になる。
無垢に好意を抱いて告白したが、雪の妖怪の体質ゆえに一時は振られてしまう。しかし持ち前のひたむきさで彼女の心を動かし、紆余曲折を経て交際関係になった。恋愛に関してはうぶで、積極的になった無垢のアプローチにはたじろいでいる。無垢に対してやや過剰な友情を抱いている菊水からは、嫉妬の的にされることもある。
自分の気持ちに嘘をつけないため、氷華に無垢への想いを伝えた事で氷華に妨害を決意するきっかけを与えてしまったが、一方で、自身を殺害をしようとした凍治に対して（状況を把握していなかったとはいえ）自身の心情や葛藤を話したことで、凍治の心を動かし彼の協力を得るきっかけもつくった。氷華に暴行されても彼女を恨むことは一切なく、最後の戦いでも対話での解決に努め、六華の助けもあり和解することができた。最終的には無垢との交際を正式に認められ、結婚も許可された。
白石 無垢（しろいし むく）
本作のヒロインで、篤志のクラスメイト。種族は「雪の妖怪」。
北日本最強の妖怪の娘であり、自身も高い戦闘力を有する。修学旅行で一時的に人間になった際も、力を「7割」に抑えたにも関わらず篤志を押し倒し、抑え込んでいる。種族の特性上、表情が凍ってしまい、また温かい気持ちを向けられると溶けてしまう体質ゆえに他者との接点を少なめにしている（なお同じ雪の妖怪が相手なら多少は溶けにくい様子）。そのため一見すると無愛想だが、実際は心優しい性格の持ち主。今まで友達がいなかったため作中で友達が増えたことに戸惑う一面もある。貧乳が悩みであり、胸が大きい女子を羨む描写が多い。容姿は両親よりも叔母の氷景に似ていると評される。水色の髪で瞳が赤い。らくがきまんがにて、無垢に似た色合いの猫が篤志になついているが、無垢が獣化薬を飲んだ場合はこの猫とよく似た猫になる可能性が示唆されている。
第1話で篤志の告白を受けて上記の体質を理由に断ったが、その後も自身を支えてくれた篤志に感謝するようになり、ある一件がきっかけで明確に恋心を示すようになった。それからは篤志が眠ってる隙にキスをしたり、人化薬で一時的に人間化して体質の問題が解消された際には、（薬の副作用で声は出なかったが）過剰なスキンシップに走るなど、恋愛に関しては非常に積極的である。紆余曲折を経て篤志とは正式に交際関係となったが、母の氷華は人間嫌いであるため苦悩している。
作中で真魚、しのぎと友達になり、よく恋愛相談に乗ってもらっている。寿々とも良好な友人関係を築いている一方、友人達を叩きのめした南郷はあまりよく思っていない。そのため、寿々が南郷に好意を抱いている事には複雑な感情を抱いている。
氷華に自身の恋路を認めてもらおうとしていたが、氷華が花火を拉致した事で堪忍袋の緒が切れ対立を決意する。氷華との決着は篤志に任せ、自身は一時的に敵となった寿々と戦い、和解した。
初期の頃は自身の体質を嘆いてか、神社にお参りに行った際には絵馬に「人間になりたい」と書いていた（絵馬は見つけた愁也・真魚によって秘匿された）頃もあったが、氷華の過去や苦悩を知り、様々な騒動を経験する中で、妖怪のまま篤志と結ばれたいと願うようになった。氷華との決着がついた後、声が出るように改良された人化薬で一時的に人間化して篤志に告白し、人間体の自分を彼に振ってもらったことで人間体と決別、妖怪として彼との交際を続ける決意を新たにした。「うろんにらくがき」にて篤志との間に人間と妖怪のハーフである2人の子が出来ていることが明らかになっており、長男は氷華から凍治に似ているとのことで、長女は長女本人によると父の篤志と祖母の氷華に似ているとのこと。
美園 愁也（みその しゅうや）
篤志の幼馴染で親友。種族は「猫の妖怪」。
猫に変化できる能力を持つ男子生徒。クールな性格だが、しばしば猫の本能に基づいた行動をとる。一方で戦闘力は低く、体力もない。篤志とは幼少期から親しく、高校でも同じクラスである。容姿がよく女子にもてている。猫の妖怪としてのサガなのか、自身の猫としての可愛さに誇りを持っている。また、人間体であっても猫じゃらしには反応する。あくが強く暴走しがちな主要メンバーの中では常識的でツッコミ役だが、猫としての慣習が絡むとボケ役に回る事も多い。弟・妹が多く、彼の知らないところで（不可抗力とは言え）度々トラブルを起こしている。美園兄弟はその多さから、誕生日の祝いは季節ごとにまとめて行っているらしい。そのためか愁也も含め、兄弟達の名前には季節が付いている。なお、子供に追いかけられるのが嫌で猫になることは避けており、愁也が猫になれることは幼馴染の篤志も知らなかったようで、本編2巻にてようやくその姿を見せている(実際は幼い頃に篤志の知らないところで変身した後その姿を見せている)。
根本が猫であるため、魚の妖怪である真魚を（食欲的に）美味しそうに見える事があるようで、昼食前には彼女を避ける事が度々ある。猫の状態の真魚と一緒に風呂に入りその後人に戻ってしまった時にも、真魚の裸では無く魚部分に興奮する程。その真魚とは悪態を突き合う関係だが徐々に親交を深め、猫のペットとしてだが真魚の家で寝食を共にすることもあり、嫉妬のような感情を見せることもしばしばある。
花火が氷華に拉致された騒動の中で、戦闘力はまったくないながら篤志らのために危険を承知で白石家に潜入し、凍治に体質改善の薬の協力を取り付け、花火に篤志達の真意を伝える重要な役割を担った（その際、庵・凍治と2度に渡って殺されかけた）。また、氷華に雇われた南郷と敵対した際には、死を決意してプライドをかき捨ててまで真魚をかばい、もみ合いの末に南郷を水たまりに突き落とし、彼から負けを宣言してもらったことで勝利した。
菊水 真魚（きくすい まな）
篤志の隣のクラスの女子生徒。種族は「魚の妖怪」。
無垢にできた初めての同性の友達。人魚のように下半身が魚の形態で、普通の人間の脚の形態に変化できる。エラ呼吸と肺呼吸を使い分けることもできる。薬や毒を作ることに長けているが、篤志や愁也に試薬を飲ませようとするなどマッドサイエンティストな一面があり、薬屋である同居人の祖母は彼女に手伝いをさせない理由ともなっている。おしゃれに敏感で、お菓子作りが得意など、作中では女子力が高いと評される。
魚の妖怪は人間に虐げられた歴史があるため当初は人間のことを嫌っていたが、女友達（人間に恋する無垢や、人間であるしのぎ）と接するうちに認識を改めるようになる。非常に気の利く性格でもあり、大小問わず無垢たちに危機が迫った際には、その解決策を提供している（沖縄修学旅行のために人化薬を作る、南郷から撤退するために強化薬を愁也に飲ませるなど）。一方で、妖怪の友人である無垢には過剰な友情を抱いており、篤志と親しくしているところを見たり聞いたりすると嫉妬をあらわにする。
猫の姿の愁也を彼と気づかずに治療のために宿泊させたことがきっかけで、その後もペットとして寝食を共にすることが度々ある。当初はペットとしての認識だったが、しだいに互いに憎からず思うようになり、恋愛に対して積極的な無垢やしのぎからはいじらしく思われている。結局作中で、明確に二人が交際する事はなかったが、最終話でも互いに意識している様子が描かれている。なお、愁也の弟妹とは仲が良く、「マニャティー」と呼ばれ慕われている。
雲雀ヶ丘 しのぎ（ひばりがおか しのぎ）
篤志のクラスに転入してきた女子生徒。種族は人間。
セキュリティ会社の社長令嬢だが、会社が倒産したため、現在は幼馴染で付き人のジュノンと2人で貧乏生活を送っている。天然でのんびりした性格で、古風な喋り方をする（語尾に「～じゃ」「～じゃの」などを付ける）。スカートの中に武器を隠し持っている。幽霊や悪霊に憑りつかれやすく、刀に残った怨念に憑りつかれ、転校してまもなく同級生たちを闇討ちしていた。無垢によって刀を折られ元に戻ったが、接触が増えた宮ノ沢が図らずも憑りつくなど、度々トラブルの原因となっている。氷華との戦いで瀕死になった実母の庵の生霊にすら取り憑かれられた。獣化薬を一舐めした際には、猫耳としっぽが生えている。
ジュノンのことを当初は付き人くらいにしか思っておらず(ただし無意識に一緒にいる事を望んでいる描写はある)、彼の前でパンツを見せたり着替えたりしていたが、しだいに無自覚ながら好意を持つようになり、それに伴い女性らしい羞恥心や嫉妬心を見せるようになった。また、生活のためにジュノンがバイトを始めた事に対しても、一緒にいられる時間が減るため、当初は不服そうな表情を見せた。最終的にそのジュノンからは告白を受け、（非常に思わせぶりな言い方だったため激怒したが）その気持ちを喜んで受け入れて恋人関係になった。幼い頃からジュノンには「しのぎ様」と呼ばれていたが、婚約者になってからもジュノンが敬称をつける事には難色を示している。「WEB版 青の巻」の裏表紙にてジュノンの母と再会しており、ジュノンとの婚約を喜ばれている。
終盤で庵との決着に向かうジュノンを送り出した。その後、七と十八に襲撃された際には、スイーツを作って懐柔するとともに、南郷から捨てられるかもしれない不安でイラつく二人に対し、南郷と同じ目線から二人は大丈夫だと諭すことで無傷で戦いを終えた。
薄野 ジュノン（すすきの ジュノン）
篤志のクラスに転入してきた男子生徒。種族は人間。
しのぎの付き人で幼馴染であり、彼女を「しのぎ様」と呼ぶ。幼少期からしのぎに好意を抱いている。黒魔術を得意としており、作中では主に土人形を生み出し、操っている。基本的には常識人で大人しい性格だが、羞恥心のないしのぎの行動に翻弄されて日々悶々としており、しのぎ絡みのことでしばしば暴走する。そのためか、平常時でも下ネタを言うことが度々ある。また、劣情を催すと黒魔術が暴走する癖がある。一人称は「僕」だが、第7巻のモノローグ等で「俺」と言った事がある。中性的な容姿をしており、褐色の肌でエキゾチックな印象があり、男女共に人気があるらしい。獣化薬を飲まされた際には、半分だけであったため茶色の獣耳と尻尾が付いている。どちらも毛並みが非常に濃い。
外国で捨てられていたところをしのぎの父に拾われた経緯があるが一応日本人。悲劇的な生い立ちではあるが、雲雀ヶ丘家の執事・メイドである薄野夫妻の養子となってからは、両親・雲雀ヶ丘家ともに非常に溺愛されており、不幸に感じた事は一度もないと語る。幼い頃から女装が似合い過ぎるため養母にはよく女装させられており、現在でも男の娘っぽい疑惑がある。控えめな性格のせいで忘れられがちだが、雲雀ヶ丘家のお付きであったことから彼自身も実力は高く、愁也の弟が岩に挟まって動けなくなった際はその岩を破壊して助けるという荒業を見せたこともある。雲雀ヶ丘家が没落したあとも忠義心は未だに厚く、しのぎの母の庵と再会した際には号泣していた。
元々はしのぎと二人であればある程度の生活ができるだけの資金があったようだが、妖刀に憑りつかれたしのぎに闇討ちされた同級生への治療費・慰謝料を払い続けていたため、一文無しとなってしまった。そのためしのぎと共に野草を食べるような非常に困窮した生活を送っていたが、真魚の祖母の薬屋でバイトをするようになり、多少は改善された。バイトをする結果としてしのぎと会う時間も短くなっていたため、しのぎが持つジュノンへの想いを自覚させる要因となった。のちに氷華に雇われた庵から襲撃があったり、庵からしのぎに婚約者をつけると言われたりなど、今までのしのぎとの関係に変化が求められるようになった。最終的には覚悟を決めてしのぎに「自分を婚約者にしてほしい」と告白、晴れて恋人同士となった。その後、再び襲撃に来た庵と対決、会社を継いでしのぎを娶る覚悟と、これまでの人生について礼を述べたうえで庵を倒して決着をつけ、正式に認められた。
福住 花火（ふくずみ はなび）
篤志の母。種族は人間。旧姓は「豊平」。
勝ち気な性格で面倒見が良い。夫での晃とは幼馴染だった。高校時代の晃の友人だった凍治からは未だに旧姓で呼ばれている。容姿は息子の篤志によく似ているが、彼と違って察しがいい。ただし学生時代は宮ノ沢が幽霊であることに気づかず、晃のさりげないムード作りに気づかず突然プロポーズされたと愚痴をこぼすなど、息子に似て抜けたところもある。晃との交際時期は不明だが、幼い頃の晃の「結婚してほしい」と言う言葉を真に受け止めており、高校時代には氷華に「（晃と）付き合っていると思っている」と発言している。しかし晃は高校時代に「まだ告白できていない」と思っており、若干すれ違った交際関係だった。幼い頃に晃が連れてきた鼬の妖怪に薬を飲まされた影響で妖怪を苦手としている。
高校時代に同級生の氷華と知り合い喧嘩友達のような間柄になったが、氷景の人間化の際に自身の血を提供した（鼬の妖怪の薬を飲んだ花火の血が人化薬の材料になり得たため）ことをきっかけに事実上の絶交となってしまった。一方で、互いを想い合った氷景が帰ってきた際には、快く迎えている。氷華とは現在も険悪だが、内心では気にかけている。無垢が「母の態度が冷たい」と言った際も「優しくしたら溶けるから」と理解を見せ、氷華が南郷と寿々を雇ったことに無垢が疑問を抱いた際には「自分が一番されたくない事をしているだけ」とその答えを伝えている。
篤志と無垢を取り巻く騒動の中で、のちに氷華に拉致された。白石家に潜入してきた愁也に対して、無垢の人間化のために（氷景のときと同じように）自身の血を提供する事にいったんは前向きな姿勢を見せたが、氷華が大事にしているぬいぐるみと自身がかつて氷華に贈ったプレゼントを発見したことで、友達の氷華を二度も裏切れないと胸の内を吐露した。篤志と氷華の決着ののち、氷華と氷景の和解を見届け、自身も凍治に促されその輪に入り、ついに和解することができた。その後は互いの家に行き来するなど、関係は非常に良くなった。
福住 晃（ふくずみ あきら）
篤志の父。種族は人間。
妻の花火とは幼馴染だった。幼い頃に高熱を出した花火を助けるためにあらゆる場所に連絡をかけたところ、薬屋である鼬の妖怪が駆け付けて彼の薬で花火を救われたが、薬の影響で花火は妖怪が嫌いになってしまった。また、その薬に鼬の妖怪の血がが使われていたため、花火と氷華が決別する遠因を作ってしまった。通信販売が好きで、自分には不要なものまで購入してしまう悪癖がある。
幼い頃のプロポーズを真に受けた花火は晃と交際していると思っていたが、思春期に告白をしたわけではないたため高校時代の晃はまだ交際に至っていないと考えていた。氷華から花火の気持ちを聞かされたことでやっと交際関係を認識することができた。男子から人気のあった花火にやきもきしていた時期もあり、幼馴染から恋人に変わる難しさも手伝って、花火との結婚には非常に苦労したと幼い篤志に語ったことがある。
凍治とは高校時代は友達だったが、花火と氷華の確執をきっかけにお互い距離を置いている。いつか花火と氷華を仲直りさせたいと願っており、二人の決別後も間を取り持つように積極的に動いており、凍治の本音を引き出して将来の関係修復を約束した。いずれ氷景も含めて関係が修復する時を見据え、西琉斗と連絡先を交換しており、間接的にこの騒動の収束を手助けしている。その性格は、凍治に「良い奴過ぎて腹が立つ」とまで言われた。
氷華が花火を拉致する際には、関係の改善のためにあえて黙認したが、その件に関して凍治に連絡を入れた際には怒りを爆発させた。白石家の家政婦から連絡を受けて凍治と再会した際にも、いの一番に彼に平手打ちを食らわせた。貿易関係の仕事をしており、その人脈を活かして凍治が研究している体質改善の薬について協力することを約束した。
白石 氷華（しろいし ひょうか）
無垢の母。種族は「雪の妖怪」。
北日本最強の妖怪。激情家でわがままで、雪の妖怪であるにも関わらず表情は豊かである。人間のことを嫌っている。
上記の性格のため友人ができず、高校時代は凍治に頼んで晃経由で花火を紹介してもらい初めての友人を得たが、溺愛していた妹の氷景が人間と恋に落ちて駆け落ちし、その過程で花火が自身の血を提供して協力していたことで、花火とは事実上の絶交となり、現在も険悪な関係が続いている。しかし花火・氷景と決別して時間が経った現在でも、二人を模した人形と花火からの誕生日プレゼントを大事にしており、未練があることがうかがえる。ちなみに「WEB版 赤の巻」によると、嫌な思い出のある出身校に娘の無垢を入学させた理由は「自分と同じ制服を着せたかったからではないか」と、凍治・花火が予測している。
無垢を非常に溺愛しているため、無垢の想い人で花火の息子でもある篤志には激しい敵愾心を見せており、篤志を暴行したこともある。無垢を取られたくない一心で篤志達との対立を決意し、篤志らの前に現れて宣戦布告する。さらに娘の友人であるしのぎ・ジュノンが「氷華よりもしのぎの両親の方が恐い」と言ったため、しのぎの母の庵を探し当てて雇い、死なない程度に嫌がらせをさせている。そのあまりの傍若無人ぶりに、大人しいジュノンですら「クソババア」と形容した。
そんな中で六華と偶然出会い、氷景の娘と知らずに親交を深めるが、彼女との対話の中で騒動への決着を決意する。花火を拉致・軟禁し、これによって無垢との対立が決定的となり、彼女の友人である寿々と南郷と雇い、刺客として送った。篤志との最後の戦いの中で、彼の気持ちを聞かされたことで溶かされ、六華の言葉でとどめを刺される形で戦いは中断された。自身の行いを後悔し絶望するも、六華に促されて篤志に謝罪した。間もなく氷景と再会し、人間になって姿が変わった彼女を一目で認識し、その胸に飛び込んでいった。凍治に促された花火もその輪に入り、ようやく和解する事が出来た。
さすがにある程度の良識はあるらしく、一連の騒動のお詫びとして南郷の願いを聞いた際、七と十八を養子にしたいという彼に対して「高校生を子持ちにするのはお詫びになるのか」と心配している。また、それだけの権限がある模様。
最後には篤志を娘の彼氏として認め、結婚も許可した。結婚と聞いてたじろぐ篤志にプレッシャーをかけるなど、むしろ娘の結婚相手として猛プッシュしているようにも見える。「うろんにらくがき」で2人の孫が誕生しており、非常に溺愛している模様。
白石 凍治（しろいし とうじ）
無垢の父。種族は「雪の妖怪」。
妻の氷華とは親同士が決めた許婚だった。基本的には常識人で氷華を諌める役だが、同時に彼女を深く愛しており、悲しませる者には容赦しない。幼い頃に母から婚約者だからと氷華の写真を見せられた際は、むくれた表情だったにもかかわらず「可愛い」と評し、「性格に問題がある子だったらどう思うか」と言う問いにも「可愛い」と答えている。このころからすでに、氷華に対する一途な想いが始まっていると思われる。氷華と親しい花火や氷景に少し嫉妬していることを晃に吐露したこともある。花火と晃の交際の手助けをするなど、細やかな気配りができ、対人関係自体は優良であった。
当初は無垢の交際に傍観する立場にいたが、次第に事態が悪化して氷華が悲しむようになったため、一度はその原因となる篤志の殺害を決意したが、篤志の気持ちを真正面から聞き入れた事で気が変わり、無垢の交際に前向きになりつつ傍観に戻っている。無垢には職業を秘密にしていが、実は雪の妖怪の体質を改善させる薬を開発するために研究に勤しんでいる。
篤志と氷華の戦いを見届け、氷華と氷景の和解に際しては花火もその輪に入るように促した。再会した晃からの平手を2発受け（氷華が花火を拉致した件、篤志を殺害しようとした件で）、妻と共に当事者たちに謝罪した。晃とは友人関係を再開するとともに、上記の体質改善の薬について晃と琉斗の協力の申し出を受け入れた。これにより、篤志と無垢の今後は父親三人に託された形となった。
最終巻の裏表紙においては篤志と対談しており、氷華と花火が仲良くする事をものすごく嫌だったと告白し、体質改善の薬についても「愛娘と君（篤志）がイチャつくための薬」と嫌味を言いつつ、二人の仲を応援している。
西 氷景（にし ひかげ）
氷華の妹で、無垢の叔母にあたる。種族は元々「雪の妖怪」だったが、現在は人間。旧姓は「白石」。
他者の面倒を見るのが好きな優しい性格だが、怒ると怖い。姉の氷華に対してシスコンのきらいがあり、氷華を想う凍治からは疎ましく思われていた模様。姉の世話を生きがいにしていたためか、家事は非常に得意で、琉斗のお見舞いの際に林檎の飾り切りを披露した事もある。姪の無垢とよく似ており、篤志が後姿を無垢と間違えたり、白石家で彼女を模したぬいぐるみを見つけた愁也も、無垢のぬいぐるみだと勘違いした。
雪の妖怪として生まれたが、高校時代に琉斗と交際を始め、彼の沖縄への引越しについていくために花火の血を材料とした人化薬を飲んで人間となり、駆け落ち同然で白石の家を出た。なお、通常の人化薬は声を失う副作用があるが、これを抑えるために鼬の妖怪の血、もしくはそれを飲んだ人間の血が必要であり、その対象となったのが花火であった。氷華と花火の関係が崩れることを避けるために声が出なくなることを選択した氷景だったが、同じく氷華と氷景の関係を憂いた花火がその血を提供したため、声を失わずに済んでいる。
氷華に黙って家を出て人間になったこと、その件がきっかけで花火と氷華が仲違いしてしまったことに心を痛めている。その想いを押し殺して沖縄で琉斗・六華と穏やかに暮らしていたが、琉斗の定期的な和解の誘いに根負けする形で本音を吐露し、琉斗が氷景に相談せずに北海道で家を買って北海道に戻ることになった。琉斗との交際にあたって姉との関係を絶ったことを非常に後悔しており、両方を手に入れたいともっと欲張ればよかったと篤志に語り、彼の行動を後押しした。
篤志と氷華の決着後、六華を通してようやく氷華と再会、和解した。娘とは違い氷の妖怪への耐性はない様で、氷華と抱き合ったときは触れた肌が凍傷を起こしていた。なお白石家の実母は、家出した氷景について「そんな娘はいない」という態度だったが、氷華が六華を介してとりなし、実家とも和解できた様子がおまけまんがで描かれている。
西 琉斗（にし りゅうと）
氷景の夫。種族は人間。
自身で「地に足が浮いていない」と称する軽い性格をしているが、自身の境遇の重さはきちんと理解している。過去に重病を患っており、治療のために沖縄へ転校を余儀なくされた際、交際していた氷景についてきてほしいと願ったため、結果として氷景と氷華、花火と氷華が仲違いする原因を作ってしまった。病が完治した後に氷景と結婚し、彼女との間に娘の六華をもうけている。
氷景と氷華の和解を望んでおり、事あるごとにそれを口にしては氷景に怒られていた。同時に自分が招いたこの事態に非常に胸を痛めており、無垢に事の顛末を伝えた後「周りの人に苦労してもらう覚悟をしてほしい」と、経験者としてアドバイスを送り、無垢の決断に一躍買った。
氷景と氷華の和解を見届け、氷華に土下座して謝罪した。晃に促され凍治と対面した際には、凍治の事を「義兄さん」と呼び傘で殴られた。多種の外国語、古文書、子供のサンタ宛の手紙など手広くカバーする翻訳家で、凍治が解読できていない古文書の翻訳を買って出るなど、体質改善の薬のために手助けする事を約束した。
西 六華（にし りっか）
氷景と琉斗の娘で、無垢の従姉妹、氷華の姪にあたる。種族は人間。
容姿は、母よりも叔母の氷華に似ている。らくがきまんがでは女子たちによって氷華に瓜二つな恰好をさせられており、たまたま見かけた凍治を戸惑わせた。沖縄で過ごしているためか、肌は黒い。前髪を挙げて頭頂で赤い珠の付いたリボンで留める、ポンパドゥールに似た髪形をしている。
明るく天真爛漫な性格で、しばしば親を撒いて一人でうろちょろする。偶然氷華と出会い、両親の知らないところで彼女と親睦を深めるようになる。母の氷景が元々雪の妖怪であったためか冷たさに対する耐性があり、氷華が触っても平気である（通常なら人間が雪の妖怪に触れていると凍傷を起こす）。
ある意味もっとも中立的な人物であり、図らずも氷華や花火が過去を見つめなおすきっかけを作っている。
花火が氷華に拉致された後、花火・晃と連絡が取れない事で戸惑う両親を尻目に、心配だからと氷華を探すために出奔、篤志との対決と対話で息絶え絶えの氷華をかばい、ようやく氷華を素直にさせて、この騒動に終止符を打つ役割を担った。
おまけまんがにて、氷華がとりなして氷景と白石家の実母を和解させる際には出汁に使われている。
南郷 要（なんごう かなめ）
篤志の隣の高校に通う男子生徒。篤志達より上級生で受験生。種族は人間。
ハーフアップの髪形にブレザーを(飛び火したときにすぐ脱げるように)マントのように着るという、独特のファッションセンスを持っている。退魔や妖怪退治を生業とする家の出身で、黒炎を駆使して戦う。普段は両腕に包帯を巻いて能力の暴走を抑えているとのこと。自身の能力は強力だが、中二っぽいという理由で恥ずかしがっている。また、「WEB版 青の巻」にて、冷めてきた缶のお茶を温めなおしたり、焼き芋と焼いたりと、だいぶ使いこなしている模様。また学業は校内トップの成績であるため、後輩達から師事を請われる事が度々ある様子。
使い魔として、母・司から引き継いだ蜘蛛の妖怪「七」と蠍の妖怪「十八」を連れて可愛がっている。仕事がなく放逐されそうな使い魔を守るために、退魔師としての仕事の体を成すため、やむなく無垢たちを襲撃した。（作中にて、七と十八を駆使したとはいえ無垢と正面から戦って倒した唯一の人物である。）図らずもこの件がきっかけで無垢は篤志に恋心を抱くようになった。紆余曲折あって篤志を鍛える立場になったが、前期の件で篤志達を叩きのめしたため、無垢にはよく思われていない。
寿々が自身に恋心を抱いていることは薄々感づいているが、なるべく意識しないようにしている。（作中の騒動、特に寿々関連では何かと心が乱されており、「覚えた単語が〇個抜けた」というモノローグが恒例となっている。）これは、もし寿々と夫婦にでもなれば「妖怪を使役」する事ができなくなり、七と十八を手放さなければいけなくなるためである。これは古い慣習であると言っており、必ず従わなければいけないわけではない可能性を示唆しているが、南郷自身が古い考えの人間だと言う自覚があるため、従わざるを得ないと語っている。一方で、「飼い妖怪に洋服を着せる事はペットに洋服を着せる人間の性と同じ」と考える司とは対照的に、七と十八にはおめかしさせている。
終盤には、無垢の友人関係を断とうとする氷華によって雇われ、自身は愁也・真魚との戦いに臨んだ。（妖怪の天敵ともいえる彼が戦闘力のないこの二人と戦ったのは、無垢に対する寿々、ジュノンに対する庵、自分たちの意思でしのぎと戦う七・十八という采配の結果、余ったからとのこと。なお、しょうもない仕事を受けた八つ当たり的に二人に向けられた殺意は、結果的に二人の仲を縮めるきっかけにもなった。）しかし氷華が自分を雇おうとすることはしのぎから忠告され、自身も予想はしていたようで、無垢たちと深い付き合いのある自分達が雇われた方が事態を良い方向に進められると考えて氷華についた。愁也ともみ合いになった末に水たまりに落とされたことで負けを認め、退魔師廃業を宣言する。それに伴い七と十八を解放したが二人は自身の元を離れようとしなかったため、氷華に頼んで養子として受け入れることになった。また寿々からの告白も受け入れて交際関係になった。
ちなみに母・司は、若い頃に福住晃と面識があり、恋愛成就のお守りを渡す際の行き違いで、晃と花火の仲を進展させたことがある。「WEB版 青の巻」の描写から、寿々との交際に対しては応援している模様。
澄川 寿々（すみかわ すず）
篤志の隣の高校に通う女子生徒で、南郷の後輩。篤志達と同学年。種族は「豆腐の妖怪」。
赤い髪をポニーテール状に縛り、こめかみより上あたりの髪が猫耳状に跳ね上がっている。巨乳で、無垢に羨ましがられている。真面目で一生懸命で不器用な性格。豆腐を自在に出現させる能力を持つが、その能力が恥ずかしくてコンプレックスとなっており、無垢を倒して名を上げようとしている。名を挙げる理由としては、実家の「澄川豆腐店」を有名にするためと語っている。味は庶民的で、愁也からは「味を良くした方が良いのでは」と指摘されている。なお、実家の豆腐は氷華が懇意にしている模様。攻撃方法として硬い豆腐を投擲しているようだが、その正体にいち早く気付いた篤志が食べることができる程度の固さであった。最大硬度は不明。
無垢に戦いを挑んでは返り討ちにされているが、その後に無垢の相談に乗ってあげるなど、良好な友情関係となっている。南郷とは無垢たちを襲撃する同志であり、彼に自分の能力を褒めてもらったことで恋に落ちる。また、自身の能力が地味なためか七・十八の正体と南郷の能力を素直に「かっこいい」と言っている。南郷に対して軽いスキンシップを続けていることから、彼が受験勉強に困る要因となっている。
終盤には、無垢の友人関係を断とうとする氷華によって南郷とともに雇われ、無垢との決闘を決意して無垢を正面から罵倒したが、篤志が気付くほどの棒読みで、無理してることがバレバレだったので逆に無垢から心配された。結局その決闘も、いかに自分たちがお互いを好きかを言い合うものとなってしまい、無垢への気持ちで彼女を溶かすくらいにはダメージを与えたが、結局完敗した。（作中では篤志に次いで無垢を溶かすほどの情を見せている。）和解後は無垢と互いに名前で呼び合う仲になった。なお敗戦後、退魔師を廃業した南郷に告白し、受け入れられて交際関係となった。
宮ノ沢 八重子（みやのさわ やえこ）
篤志のクラスで委員長を務める女子生徒。幽霊。腕章はつけていないので生前の種族は人間と思われる。
平時の髪形はボブカットだが、自在に変えられる。17歳で亡くなって幽霊となり、以後は毎年、特定のクラスの委員長を務めるようになる。また、学校の鍵も管理している。数学は苦手で、未だに補習を受けている模様。笑顔を絶やさず常に朗らかだが、からかい好きで小悪魔的な性格。中島が高校生の時に彼から告白を受けたが、幽霊であることに気づかなった彼を大笑いして断った。現在でも中島のことをからかいつつも、内心では当時の失恋を引きずっている彼を気にかけている。年長者ゆえか人望があり、友人が多い。
接触が増えたしのぎに図らずも憑りついてしまい、彼女を元に戻すために一時は成仏する事を決意するも、最期の言葉を噛んでしまってこの世に未練が残ってしまい、復活（？）した。この成仏をする時の条件が「この世の未練を断ち切る」事だったが、その際の未練として挙げた事が「生前に存在していなかったいちごミルクを飲みたい」だったことから、少なくともいちごミルクが存在していない時代に亡くなったと思われる。「WEB版 青の巻」によると、いつ死んだか、死因が何だったかはすっかり忘れてしまっており、胸辺りに傷があるがそれと関係あるかどうかも分からない模様。幽霊となってからずいぶんと長い時を過ごしており、現在の同級生の母・祖母が、それぞれ先輩だったり後輩だったり、さらには校長までもが後輩とややこしい状態が度々作られているため、宮ノ沢の担任となった中島を悩ませる要因となっている。幽霊生活に慣れすぎているため、ジュノンが作った泥人形に憑りついて一時的に蘇生した際は、人間としての生活に非常に違和感を感じてしまい、再び死亡する事を声高に叫び、その後、無事幽霊に戻った。
篤志・無垢の両親ともクラスメイトであり、またさらに過去には幼い氷華のおしめを替えた事があるとのこと（氷華が人間嫌いである一因とされている）。作中の一連の騒動には一定の距離をおきつつも気にかけており、無垢が氷華とその友人たちとの和解に後ろ向きになった際には、自分も氷華が好きである事を伝え、かばっている。
中島が南郷の実家で買った退魔の札や、沖縄土産の退魔の鈴に拒絶反応を起こしている事から、悪霊になっている可能性が示唆されている。
中島 雅美（なかじま まさみ）
篤志たちのクラス担任の男性教師。種族は人間。
気だるげで暗い印象だが、生徒想いで篤志たちの理解者である。修学旅行に際して一時的に人間となった無垢の腕章を預かるなど、細かい気配りも見せている。ただしあまりまともな事を言わないらしく、珍しくまともな事を言った際には愁也におびえられていた。本名は作者HPのらくがきページにて判明。
かつて八重子が幽霊だと気づかずに告白し、八重子に大笑いされた上でフラれたという過去を持つ。そのため、過去の自分と同じく困難な恋愛をしている篤志のことを気にかけている。当時の失恋は今でも引きずっており、初恋をこじらせたと自嘲している。一方で、彼女との不毛なやり取りも楽しんでいる節がある。単行本6巻に収録されている「俺の初恋に何かようかい」では主人公格を務め、この恋に対するある種の答えを提示している。嘘か真か、「宮ノ沢アルバム」がある模様。
篤志たちを苦しめる氷華に対しては腹を立てており、宮ノ沢が合コン的にセットした保護者面談では文節の頭文字で（漫画としては文章の縦読みで）罵倒した（そもそもの話の内容が氷華を愚弄するものであった）。さらに娘の無垢の学校生活の報告を盾に氷華を困らせた。
本事態に対しては本来なら蚊帳の外なのだが、南郷に「卑怯な事でも何でもして勝て」と言われて悩む篤志に対し、自身が望む戦い方を選択するよう促し、その戦いのサポートをしている。自身の過去を顧みてか、事態の鎮静化に際しては「報われて本当に良かった」と吐露している。
裏表紙の漫画によると、足フェチである模様。作者ページの裏ページでは「60デニール以外は滅びろ！」と叫んでいる。
雲雀ヶ丘 庵（ひばりがおか いおり）
しのぎの母。種族は人間。
左眼に傷があり常に閉じている。夫のセキュリティ会社倒産に伴い一家離散したため、行方不明となっていた。薄野ジュノンの元主人。
しかし、ジュノンから「氷華よりもしのぎの両親の方が怖い」と聞いた氷華が、彼らを嫌がらせするために懸命の捜索のうえ発見・死闘の末に庵を下して雇用した。そのため、度々しのぎを襲撃するが、お互いの安否を確認するような態度で接している。氷華からも殺害までは言われていない模様。
その口調と飄々とした態度はしのぎに受け継がれているが、こちらは良識的な性格で、ジュノンが幼い頃に義母から女装をさせられた際にはよく説教をしていた。久しく再開したジュノンと対峙した際には、自身の食事の世話までする家政婦に迷惑をかけないように食事時間をジュノンとの決闘よりも優先させ、氷華と対等に話すことで彼女の愚痴を引き出し、保護者面談ではしのぎの憑かれやすいという体質について注意を促しお詫びしている。
「娘の裸体を土人形で作っている」ジュノンに難色を示したため、愁也からも「結構まとも」と言われている。
当初は氷華とは雇用主と雇用者と言う関係に過ぎなかったが、彼女の本質を瞬時に見抜いており、彼女に雇われ続けている理由について無垢に「間近で見張っていた方が安心だから」と伝え、彼女も良い方向への解決を向かわせている事を匂わせている。
事態の終盤に際してジュノンを再び強襲。自身が望んだ答えをジュノンから聞かされ、土人形で娘を再現する彼に最後まで難色を示したものの、しのぎが幸せならとその交際を認めた。
その後、雇用報酬をしのぎに渡し、氷華・ジュノンの援護を断ったうえで会社（嫁入り道具と形容している）奪還に向かっている。
夫の描写は非常に少なく、セキュリティ会社奪還に奮闘している、「WEB版 赤の巻」の裏表紙で「めっちゃでかい」可能性が示唆されている程度の情報しかない。
本名は作者HPのらくがきページにて判明。
菊水 美波（きくすい みなみ）
真魚がおばあ様と呼ぶが、正しくは彼女の祖先。年齢不詳。若返りの薬と恰好の賜物で非常に若々しく、愁也からは当初真魚の姉だと思われた。かつて人魚を迫害した人間を嫌う真魚の人間嫌いを治すため、彼女を妖怪と人間が共存する学校に通わせた。現在は薬屋を営んでいる。薬屋としてはマッドサイエンティスト気質の真魚よりも真面目なジュノンを信用しており、ジュノンがしのぎに対して積極的になれるように、媚薬や興奮剤をちらつかせることがある。
薬屋としては当然優秀で、力を使いすぎて人間に戻れなくなった愁也を治している。
氷華達が学生の時代は保険医だったが、人化薬を作った張本人であり、氷景が琉斗と駆け落ちしてからは彼女たちと距離を置いていた。
子供世代となった現在でも、それに準ずる今回の騒動に対しては一線を引いており、人化薬の作成についても真魚に伝えることはしなかった。ただしあくまで傍観だけであり、人化薬を真魚が作ろうとした際には（ジュノン経由だが）材料の提供を許した。また、体質改善の薬について、凍治が研究を行っている事を無垢たちに教えている。
本名は作者HPのらくがきページにて判明。
美園季奈子（みその　きなこ）
愁也の母で猫の妖怪。花火らの1年後輩である。
花火の弟妹が拾ってきた猫（実際には自身の弟妹）に紛れ、妖怪とばれた後は妖怪を恐れる花火を脅迫しようとしたが、それに怒った氷華に制裁を受けてしまう。
しかし花火が「今日だけ」という条件で御飯に誘っており、通販で猫の餌を大量に購入していた晃によってその後の食料も恵んでもらい、付き合いが始まった。
親世代となった現在でも花火と親交があり、花火の息子・篤志が、花火と絶交した氷華の娘・無垢と恋愛関係にある事に対して、花火の愚痴を聞く場面があった。
たかり根性が根付いてしまっているためか、息子の愁也からは若干煙たがられている。自分の猫姿を知らない事を良いことに、猫姿で真魚にたかった事もある。
「WEB版 青の巻」の花火との会話によると、懐妊時は季奈子は20代だったようだが夫は十代だった模様。容姿は愁也によく似ている。
白石家の家政婦
掃除の妖怪。あまりに掃除好きな一族のため、祖先が「妖怪垢嘗」と呼ばれた事もあった。客人が増えた際には「掃除がはかどる」と言う理由で喜んでいる。篤志からは「やっぱり変な人」と評されている。
癖の強い白石家の中にあって非常に良識的で、罵倒しながらも自身を徴用する氷華や白石家に忠義を尽くしている。無垢の恋模様に端を発する本作の騒動で同居人が増えても（しのぎの母、花火）文句ひとつ言わないばかりか、そこから生じるであろう家内の不和を案じている。
主人たちに対する理解も深く、氷華が寿々の豆腐をひいきにしている事を無垢に教えた事もある。氷華の和解を見届けた際にはすぐに晃に連絡を取り、凍治と晃の和解も実現させている。

## 登場用語
雪の妖怪（ゆきのようかい）
本作に登場する妖怪。
雪を降らせたり、氷を出現させたりできる。一方で熱や暑さに弱く、また温かい気持ちを向けられると身体が溶けてしまうという一面もある。
腕章
本作の舞台となる高校では、在籍する妖怪はすべて腕章をつけ、見分けをつけるようになっている。なぜか宮ノ沢はつけていない。修学旅行において一時的に人化した無垢は、旅行中は腕章を外すように、中島から促されている。
人化薬（じんかやく）
本作に登場する架空の薬。妖怪を人間にすることができる。薬の材料として「鼬の妖怪の薬」か「鼬の妖怪の薬を飲んだ者の血」が必要で、このどちらかを入れずに薬を作った場合、薬を飲んだ妖怪は声を失ってしまう。
作中では真魚の祖母がこの薬を作り、氷景を人間化している。後に真魚もこの薬を作っているが、祖母のものとは違い、その効果は一時的なものである。
獣化薬（じゅうかやく）
本作に登場する架空の薬。服用した者を人妖問わず動物にしてしまう。
本編では篤志が飲まされ、犬のような姿になった他、WEB版においてはしのぎと、若返りの薬を併用してジュノンが服用している。「無垢に似た猫」と同じ容姿の猫が登場している事から、無垢も服用した疑いがある。
たねさま
ご当地のコスプレをしたお土産の人形。WORKING!の種島ぽぷらの姿を模している。発音は「神様」と同じ。沖縄だけでも非常に多くのバリエーションが存在する模様。
持ち主が自分の小ささに打ちひしがれた時に「ちっちゃくないよ」としゃべる都市伝説があるようだが、実際に胸の大きさに悩む無垢に「ちっちゃくないよ」とフォローしている。さらに無垢が氷華がプレゼントしたたねさまは「家族への愛情は小さくないが、人として、もとい妖怪としての器は小さい」と、非常に的確なアドバイスをしている。

## 書誌情報
- 高津カリノ 『俺の彼女に何かようかい』 スクウェア・エニックス〈ガンガンコミックス〉、全7巻
  1. 2014年12月25日初版発行（同日発売[ス 1]）、ISBN 978-4-7575-4515-1
  2. 2015年12月22日初版発行（同日発売[ス 2]）、ISBN 978-4-7575-4828-2
  3. 2016年12月24日初版発行（同日発売[ス 3]）、ISBN 978-4-7575-5184-8
  4. 2017年9月22日初版発行（同日発売[ス 4]）、ISBN 978-4-7575-5476-4
  5. 2018年9月21日初版発行（同日発売[ス 5]）、ISBN 978-4-7575-5845-8
  6. 2019年6月12日初版発行（同日発売[ス 6]）、ISBN 978-4-7575-6153-3
  7. 2020年7月10日初版発行（同日発売[ス 7]）、ISBN 978-4-7575-6741-2

なお、『氷点下の彼女に何かようかい』は、全12話のうち前半6話が第3巻に、後半6話が第4巻に併録されている。
- 高津カリノ 『俺の彼女に何かようかい WEB版』 スクウェア・エニックス〈ガンガンコミックス〉、全2巻
  - 『赤』2020年7月10日初版発行（同日発売[ス 8]）、ISBN 978-4-7575-6742-9
  - 『青』2020年7月10日初版発行（同日発売[ス 9]）、ISBN 978-4-7575-6743-6

### スクウェア・エニックス公式サイト
以下の出典は『スクウェア・エニックス公式サイト』内のページ。書誌情報の発売日の出典としている。
1. ↑  “俺の彼女に何かようかい 1巻”. 2018年9月21日閲覧。
2. ↑  “俺の彼女に何かようかい 2巻”. 2018年9月21日閲覧。
3. ↑  “俺の彼女に何かようかい 3巻”. 2018年9月21日閲覧。
4. ↑  “俺の彼女に何かようかい 4巻”. 2018年9月21日閲覧。
5. ↑  “俺の彼女に何かようかい 5巻”. 2018年9月21日閲覧。
6. ↑  “俺の彼女に何かようかい 6巻”. 2019年6月16日閲覧。
7. ↑  “俺の彼女に何かようかい 7巻”. 2020年7月12日閲覧。
8. ↑  “俺の彼女に何かようかい 7巻”. 2020年7月12日閲覧。
9. ↑  “俺の彼女に何かようかい 7巻”. 2020年7月12日閲覧。